# Driver 3
Driver 3 (i marknadsföringssammanhang DRIV3R) är ett actionäventyr- och racingspel med en öppen spelvärld, utvecklat av Reflections Interactive och publicerades av Atari. Det publicerades för första gången 2004 till Playstation 2 och Xbox. Senare versioner släpptes även till Game Boy Advance och Windows. En förenklad version av spelet släpptes även till mobiltelefoner. Det är det tredje spelet i Driver-serien.

## Handling
Spelaren ikläder sig rollen som Tanner, en polis som jobbar under täckmantel. Likt de tidigare spelen ska denne infiltrera ett gäng biltjuvar. Den här gången går han undercover för att sätta stopp för ett gäng som tänker smuggla bilar genom Miami, Nice och Istanbul och i dessa städer också få tag på bilar som sedan säljs till nya ägare i Ryssland.